# Ilya Salkind
Pour les articles homonymes, voir Salkind.
Ilya Salkind, né le 27 août 1947 à Mexico, est un producteur américain de films.

## Biographie
Né Ilya Juan Salkind Domínguez, il est le fils du producteur Alexander Salkind et de la romancière mexicaine Berta Domínguez. Son grand-père est le producteur Michael Salkind, russe d'origine ukrainienne. La famille Salkind s'était installée au Mexique après l'invasion de la France par l'Allemagne nazie.
La carrière d'Ilya débute en 1969 aux côtés de son père et de son grand-père qui ont formé une maison de production, impliquée dans de gros projets internationaux. Il travaille sur deux films de Richard Lester, Les Trois Mousquetaires (1973), puis On l'appelait Milady (1974).
En août 1974, lui et son père, associés au producteur français Pierre Spengler acquièrent les droits d'adaptation pour le cinéma de Superman auprès de DC Comics. Les transactions entre les producteurs et l'éditeur sont laborieuses, elles impliquent la production de deux films successifs qui doivent respecter scrupuleusement le personnage. Les producteurs acceptent que DC Comics valide les scénarios et les dialogues, ainsi que le choix du rôle titre.
Le travail de pré-production du premier Superman (1978) dure plus de trois ans et constitue une véritable saga, entre le choix des acteurs, du scénariste (Mario Puzo), du réalisateur (Richard Donner), des lieux de tournage, les modalités de distribution, entre autres. Salkind père et fils et Pierre Spengler accomplirent des efforts colossaux pour concilier les intérêts et les susceptibilités de l'ensemble des intervenants. Tourné partiellement en même temps, Superman 2 sort en 1980 mais avec un réalisateur différent (Richard Lester). Le succès international est cependant au rendez-vous. Le troisième volet, Superman III, sort en 1983, dirigé par Lester.
Ilya Salkind choisit en 1985 de produire Santa Claus: The Movie réalisé par Jeannot Szwarc mais le succès n'est pas au rendez-vous. Cette année-là, DC Comics décerne à Ilya Salkind une mention d'honneur, pour avoir contribué à la gloire de la franchise.
En 1988, il retrouve les personnages de DC Comics avec la production de la série télévisée Superboy qui dure jusqu'en 1992 et comprend 100 épisodes.
En 1992, il produit pour le cinéma Christophe Colomb : La Découverte avec Jane Chaplin, sa deuxième épouse.
En 2003, après une longue pause, il fonde Ilya Salkind Company à Los Angeles et produit en 2010 Young Alexander the Great (it), un film inspiré de la jeunesse d'Alexandre le Grand.